# Miroslav Bartůšek
Miroslav Bartůšek (11. srpna 1921 Praha – 18. prosince 1985 Praha) byl československý sportovní plavec a pólista, účastník olympijských her v roce 1948.
Jako rodilý Břevnovák začal se závodním plaváním a vodním pólem v 16 letech v klubu Sparta Praha. Specializoval se na delší tratě (lidově: dálkoplaz) plaveckým stylem kraul. Byl znám na svou dobu velkými tréninkovými dávkami. Připravoval se v bazénu budovy YMCA. Svá nejlepší sportovní léta prožil v období Protektorátu, kdy kvůli známému válečnému konfliktu se nepořádaly žádné mezistátní utkání. Poprvé tak Československo reprezentovat až v roce 1945 v mezistátním střetnutí s Jugoslávií.
Patřil k nejlepším plavcům v Československu, podle některých zdrojů byl největší plaveckou osobností druhé poloviny čtyřicátých let dvacátého století. V roce 1947 reprezentoval Československo na mistrovství Evropy v Mote Carlu. Na trati 400 m volný způsob obsadil třetí místo a na 1500 m volný způsob obsadil 4. místo. Se štafetou na 4×200 m obsadil konečné 5. místo.
V roce 1948 startoval přes potíže s přípravou na olympijských hrách v Londýně. Na 400 m volný způsob doplatil na nalosování do první semifinálové skupiny a v celkovém pořadí mu o sekundu utekl postup do finále. Na 1500 m volný způsob zopakoval úspěch postupem z rozplaveb do semifinále. Aktivní sportovní kariéru ukončil v roce 1951. Dále pokračoval jako ligový hráč vodního póla. Věnoval se trenérské práci. V šedesátých letech dvacátého století působil jako předseda trenérské rady vodního póla.
Od roku 1945 probíhalo postupné sjednocování tělovýchovy. Tyto změny se v neblahé míře odrazily na úrovni plaveckých sportů v Československu mezi lety 1948 až 1952 – dříve populární vodní pólo se z této krizové situace na českém území prakticky nikdy nevzpamatovalo. V roce 1953 po nejistých letech utvořil v Praze oddíl vodního póla při DSO Slavoj Praha jenž od roku 1955 přešel pod tělovýchovu DSO Tatran Praha a od roku 1960 spadl do TJ Spartak Motorlet. S týmem Motorletu získal v roce 1961 svůj poslední mistrovský titul ve vodním pólu. V roce 1965 uvedl, že stále hraje za B tým Motorletu.
Vystudoval technické lyceum. Po maturitě pracoval jako projektant a technický úředník. V období okupace pracoval ve zbrojním průmyslu. V roce 1965 pracoval pro Státní ústav Projekta.